# Antigone (Brecht)
Pour les articles homonymes, voir Antigone.
L'Antigone de Bertolt Brecht est une pièce de théâtre de 1948. Brecht, avec Caspar Neher, monte à son tour cette Antigone, qu'il a réécrite, également d'après le texte de Friedrich Hölderlin. 
Musiques perdues mais probablement composées par Paul Dessau et Hanns Eisler.

## Une Antigone politique
Bertolt Brecht avec Antigone n'a absolument pas tenté de restituer l'œuvre de Sophocle. Antigone l'intéresse parce que l'éloignement dans le temps de l'histoire qui y est racontée, crée cet effet de distanciation nécessaire au discours politique sur l'histoire contemporaine de l'Allemagne qu'il veut faire passer. Il cherche à mettre en scène une analogie entre la situation d'Antigone et celle de la chute du IIIe Reich. Il adapte Antigone à partir de la traduction allemande qu'avait faite Friedrich Hölderlin au XIXe siècle, et ajoute des passages personnels qui modifient le sens du conflit politique : en particulier il crée une sorte d'avant-propos où l'on voit une scène située pendant la guerre de 1939-45, ainsi qu'une nouvelle fin où Thèbes est écrasée militairement par Argos. 
Pour faire passer ce message politique, Brecht s'appuie sur un style de jeu « épique » : seule la fable compte, tout doit être subordonné à la narration de l'enchaînement des faits, les acteurs doivent renoncer à toute interprétation psychologisante de leurs rôles. Les acteurs, lorsqu'ils ne jouent pas, restent à l'extérieur du cercle, mais à la vue du public. Quand ils s'avancent sur l'aire de jeu, ils prononcent des « vers de liaison » expliquant qui ils sont et le rôle qu'ils vont jouer. Il n'y a donc ici aucune possibilité d'illusion théâtrale. Le jeu est révélé pour ce qu'il est. Les scènes sont traitées comme des tableaux. 
Les personnages de la tragédie grecque ne sont plus des personnages mythologiques, mais des modèles sociaux. Son Antigone n'est pas une héroïne au courage extraordinaire qui oppose aux lois de la cité les cultes familiaux, mais une femme ordinaire que les circonstances et le milieu vont pousser à résister, malheureusement trop tard et vainement, au pouvoir tyrannique.